# 大襞彎貝介
大襞彎貝介（学名：Loxoconcha metarugosa）为彎貝介科彎貝介屬下的一个种。